# オヘカエルガメ
オヘカエルガメ（Mesoclemmys hogei）は、爬虫綱カメ目ヘビクビガメ科Mesoclemmys属に分類されるカメ。

## 分布
ブラジル（エスピリトサント州、ミナスジェライス州、リオデジャネイロ州）

## 形態
最大甲長34.7センチメートル。背甲は厚みがあり、上から見るとやや細長い卵型。背甲の色彩は淡褐色や暗褐色一色。腹甲の色彩は黄色だが、不明瞭な暗色斑が入る個体もいる。
属内では頭部は小型で分厚い。喉に2本のやや発達した突起がある。頭部や頸部・四肢の背面の色彩は暗褐色、腹面の色彩は黄色や橙色。

## 分類
種小名hogeiはA. R. Hogeへの献名。
以前はカエルガメ属Phrynopsに分類されていた。2001年に本種のみでRanacephala属を構成する説が提唱されたが、有力な説ではない。

## 生態
標高500メートル以下にある小河川や湖に生息する。
魚類、昆虫、甲殻類などを食べると考えられている。

## 人間との関係
分布が極めて限定され確実な採集例も非常に少なく、生息数の非常に少ない種と考えられている。生息地の破壊や漁業による混獲などにより生息数が減少している。
ブラジルはカメ類の輸出を厳しく制限しているため、流通例は世界的にも非常に少なく日本に輸入された例はあるのか不明とされる。